# V (groupe)
Pour les articles homonymes, voir V.
V est un power trio français de rock, formé au chant et à la basse par Gaby, Victor Pollet-Villard à la batterie et au chant et Simon Lecuyer à la guitare.

## Historique
Originellement nommé Vagina, le groupe V est fondé en juillet 2005. Gaby, bassiste et fondateur du groupe, fut responsable de la backline (en) de Stefan Olsdal du groupe Placebo lors de la tournée Soulmates Never Die. Cette aventure lui donna le désir créer sa propre formation. Il est notamment inspiré par des groupes tels que Queen, Pink Floyd mais aussi par les écrits et paroles de Jim Morisson, Alain Bashung ou Michel Houellebecq.
Dépeint depuis son début comme "faisant les choses de manières non conventionnelles , V est notamment désigné comme "l'enfant terrible de Noir Désir et Pink Floyd" et est également comparé au groupe Nirvana de par le style grunge qui lui est prêté lors de ses représentations sur scène.
V a également réalisé des premières partie de DR Feelgood et Sanseverino.

### «Made in silence»
Le groupe enregistre son premier album Made in silence en mars 2010 au « Trendkill Studio », enregistré par Ole Duck Hill, guitariste des groupes Eyeless et Mudweiser ainsi que par Matt E. West. Les visuels sont réalisés par Thomas Debitus, ancien dessinateur chez Walt Disney.
L’album sort le 18 juillet 2011 chez Mosaic Music Distribution.

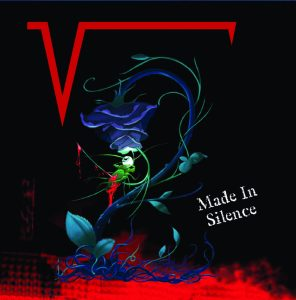
Pochette album Made in silence du groupe rock francais V

### «Là où les maux nous laissent»
En 2013, V réalise son deuxième album Là où les maux nous laissent, enregistré au « Vintage Studio » par Luis Mazzoni (Ennio Morricone, Gold…). Le pianiste Philippe "Félix" Niel (Les Rita Mitsouko, FFF, …) y fait une apparition. Le clip du titre principal, Evolution, sera diffusé sur la chaîne D17. La partie visuelle du disque est cette fois assurée par le dessinateur Benoit Lacou.
En 2013, le groupe se restructure, le premier guitariste est remplacé par Martin Willems.
En 2014, V enchaîne les dates en France et à l’étranger et signe avec Yvan Vanouche, ancien commercial régional chez Universal Music Group.

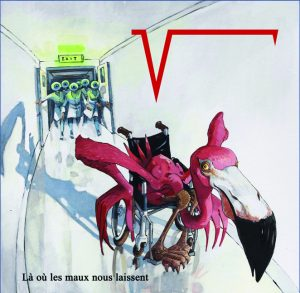
Pochette de l'album Là où les maux nous laissent du groupe rock francais V

### «42»
En 2017, le groupe entre au studio château avec un nouveau guitariste, Simon Lecuyer, pour y enregistrer neuf titres en compagnie du producteur Laurent Thibault (David Bowie, Iggy Pop, Magma, Jacques Higelin... ) ancien propriétaire du château d'Hérouville.
Le pianiste Francis Moze (Magma, Jacques Higelin...) interviendra sur plusieurs titres de l'album. Le disque sera mixé à "Tribox", le studio du groupe. La promotion et la distribution sont assurées par le label M et O Office, qui s'occupe entre autres des groupes Eths, Sidilarsen et  Soulfly. Le disque est intitulé "42" et sort le 8 novembre 2019 avec comme single une reprise de Welcome to the machine. Le visuel toujours signé Benoit Lacou.

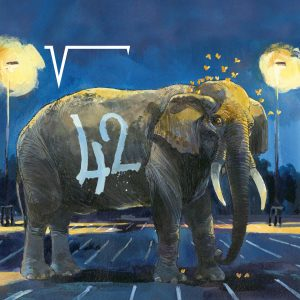
Pochette album 42 du groupe rock francais V

## Discographie
- 2011 : Made in silence[7]
- 2014 : Là où les maux nous laissent[8]
- 2019 : 42